# Josep Chaix Isniel
Josep Chaix Isniel   (Xàtiva, 4 de febrer de 1765 - Xàtiva, 22 de setembre de 1809) fou un matemàtic i astrònom valencià.

## Biografia
Des de molt jove s'interessà per les matemàtiques i l'astronomia, influït pel seu germà major, el poeta, científic i polític Esteban Chaix. Estudià en la Universitat de València, i obtingué el títol d'agrimensor per la Reial Acadèmia de Belles Arts de Sant Carles el 1796. Amplià estudis a la Gran Bretanya i a França, on treballà amb Jean-Baptiste Biot en l'electromagnetisme, descobert poc abans. Del 1791 al 1793 fou comissionat pel govern espanyol per a col·laborar en l'amidament de l'arc de meridià entre Dunkerque i Barcelona —que donaria lloc al naixement del metre—, sota les ordres de Pierre Méchain.
Durant la seua estada a París col·laborà amb José María de Lanz y Zaldívar en la redacció d'uns Elementos de cálculo diferencial e integral que mai no es van publicar. El 1793 tornà a Madrid com a adjunt del Reial Observatori, mentre feia viatges periòdics a Londres per vigilar la fabricació dels instruments que s'hi construïen per a l'observatori madrileny.
En establir-se permanentment a Espanya fou nomenat vicedirector de l'observatori, i ensenyà astronomia física i pràctica fins al 1804. El 1796 ocupà el càrrec de vicedirector —amb el rang de capità— i posteriorment el de director del cos d'enginyers cosmògrafs. Fou comissari de la Inspecció General de Camins i Canals i catedràtic de l'Escola d'Enginyers de Camins i Canals dirigida per Agustín de Betancourt.
Durant el 1800 i el 1801 va fer observacions astronòmiques a Madrid, des de la casa de Cristiano Herrgen al carrer del Turco, per a determinar la latitud de diverses estrelles, utilitzant els instruments de l'Observatori de Madrid i ajudat per Mariano Luis de Urquijo i Agustín de Betancourt. Els seus resultats es publicaren en Anales de Ciencias Naturales (1801). També en aquesta data publicà Chaix el primer volum de les seues Instituciones de Cálculo Diferencial e Integral, que inclou una discussió sobre els principis del càlcul i el desenvolupament de la teoria de les superfícies corbes i de les corbes de doble curvatura, basades en Euler, Clairaut i Monge.
A partir del 1803 tornà a col·laborar amb Méchain, ara en l'amidament del meridià a les Illes Balears, operació truncada el 1804 arran de la mort de Méchain a Castelló provocada pel paludisme. Aquest treball es reprengué el 1806 sota les ordres de Jean Baptiste Biot i Francesc Aragó, i s'interrompé definitivament per la Guerra del Francès, durant la qual Chaix ostentà el càrrec de comissari de guerra honorari.
En 1807 publicà la seua Memòria sobre un nou mètode general per a transformar en sèrie les funcions transcendents, dedicada a Manuel Godoy. Per a aquesta obra emprà el binomi de Newton i utilitzà relacions i tècniques purament algebraiques, a diferència de Lagrange, que recorria i relacionava els desenvolupaments en sèrie amb les derivades successives de la funció.
Els seus darrers dies, quan els francesos ocuparen Madrid, es va refugiar a Xàtiva, on va morir el 1809.

## Obres
- «Observaciones astronómicas hechas en casa de don Cristiano Herrgen, calle del Turco», en Anales de Ciencias Naturales, núm. 3, 1801, p. 78-84, 163-170, i núm. 4, 1801, p. 131-147, 302-323.
- Instituciones de Cálculo Diferencial e Integral, con sus aplicaciones principales a las Matemáticas Puras y Mixtas, Madrid: Imprenta Real, 1801.
- “Sobre la latitud y longitud de Madrid”, en Variedades de Ciencias, Literatura y Artes, 1 (3) (1804), págs. 129-148
- Memoria sobre un nuevo método general para transformar en series las funciones transcendentes. Precedido de otro método particular para las funciones logarítmicas y exponenciales, Madrid: Imprenta Real, 1807.